# وودویل (ایلینوی)
وودویل (به انگلیسی: Woodville) یک منطقهٔ مسکونی در ایالات متحده آمریکا است که در شهرستان آدامز، ایلینوی واقع شده‌است. وودویل ۲۰۲٫۰۸ متر بالاتر از سطح دریا واقع شده‌است.